# El Pinar de los Franceses
El Pinar de los Franceses es una urbanización perteneciente a Chiclana de la Frontera, provincia de Cádiz (Andalucía, España). Su población es de 2.266 habitantes.

## Descripción

### Historia y Orígenes
Su nombre es debido a que en dicha zona se situó un puesto de defensa francés en 1811, después de que terminara la Batalla de Chiclana, durante la guerra de la independencia.

### Estación del Tranvía "Pinar de los Franceses"
En medio del pinar se ubica una parada del tranvía con el mismo nombre, el cual esta cerca de la Avenida del Mueble y de la Autovía de la Costa de la Luz. Limita con la estación del marquesado (Chiclana) y la de Tres caminos, la cual esta cerca de la localidad con el mismo nombre, perteneciente al municipio de Puerto Real, en la provincia de Cádiz (Andalucía, España).

## Relieve
Pinar de los Franceses está situado a una altitud de 18,2 metros encima del nivel del mar y su terreno tiene una inclinación de 20,89%.

## Clima
Su temperatura media anual es de 17.60 Cº. En los meses más cálidos la media es de 30.60 Cº y los más fríos de 7,30 Cº
La Precipitación media anual es de 644mm

## Geografía

### Demografía
| Gráfica de evolución demográfica de Pinar de los Franceses entre 2023 y 2023                                          |
| |
| Población de derecho según los censos de población del INE. Población de hecho según los censos de población del INE. |